# Château de Gleichen
Le château de Gleichen (en allemand : Burg Gleichen) ou château de Wandersleben est un château médiéval en ruine situé dans la commune de Wandersleben près de Gotha, dans le Land de Thuringe, en Allemagne.

## Histoire
Le château de Gleichen est mentionné pour la première fois en 1034 dans les Annales du monastère de Reinhardsbrunn sous le nom de "Gliche", qui pourrait provenir du celte "glich" signifiant rocher.
Des traces archéologiques d'une occupation du lieu dès l'époque de la conquête franque au début du VIIIe siècle ont été trouvées, mais il n'en reste aucun vestige bâti.
Au XIIe siècle, le château passa au premier comte palatin du Rhin Henri II de Laach. Entre 1134 et 1137, Guillaume de Weimar-Orlamünde et sa mère l'offrirent à l'archevêque de Mayence.

### Le château sous les comtes de Tonna-Gleichen
Le château avait une importance stratégique pour les archevêques de Mayence dont il renforçait la puissance face aux lignages en expansion des Ludozinger; des Scharzburger et des Kevernburger. Les comtes de Tonna étaient alliés aux archevêques, qui en avaient fait les protecteurs de la ville d'Erfurt, du monastère Saint-Pierre de cette ville et d'autres possessions en Thuringe. En 1162, les comtes de Tonna reçurent aussi de l'archevêque de Mayence le château de Gleichen en fief. Une branche de la famille, conduite par le comte Ernst Ier, prit le titre de comte de Tonna et Gleichen, puis plus tard seulement de comte de Gleichen. Die Übernahme der strategisch günstig gelegenen Burg Gleichen war ein bedeutender Gewinn für das Erzbistum Mainz und festigte ihre Machtposition im Ringen mit den aufstrebenden Thüringer Grafengeschlechtern der Ludowinger, Schwarzburger und Kevernburger.